# Fada N'Gourma
Cet article concerne la ville chef-lieu. Pour le département et la commune urbaine, voir Fada N'Gourma (département).
Fada N’Gourma est une ville du département et la commune urbaine de Fada N’Gourma, dont elle est le chef-lieu, située dans la province du Gourma et la région de l’Est au Burkina Faso. La ville est également chef-lieu de la province et de la région.

## Géographie

### Situation et environnement
Fada N’Gourma est située à 219 km à l’est de Ouagadougou et à 129 km au sud de Bogandé.
Le territoire de la ville couvre une superficie de 11,2 km2.

### Localités voisines
Fada N’Gourma a comme voisins les villages suivants :
- à l’est, Bougui (8 km) et Namoungou (25 km) ;
- au nord, Boudangou (9 km) ;
- au nord-ouest, Tiantiaka (27 km) ;
- à l’ouest, Diapangou (20 km) et Tibga (30 km) ;
- au sud, Koaré (ou Kouaré) (16 km) ;
- au sud-est, Kodjonti (22 km).

### Démographie
Sa population, qui était de 29 254 habitants lors du recensement de décembre 1996, est d'abord estimée à 41 785 habitants en 2006, actualisée à 41 156 habitants en 2012 pour les élections locales, répartie dans les onze secteurs de la ville.
Selon les dernières estimations (Recensement Général de la Population et de ľHabitat de 2019), la ville de Fada N'Gourma compte 73.200 habitants.
Les habitants sont appelés Fadalais et Fadalaises, ou Fadayens.

## Histoire
Fada N'Gourma a été fondée par le plus populaire des souverains du royaume du Gourma, Yandabili, qui régna de 1709 à 1736 et fut le 14e successeur de Diaba Lompo, le fondateur du royaume au début du XIIIe siècle. Il avait nommé « Nungu » — ce qui signifie en langue gourmantché « pays des Numba ou Nanumba » — la ville dont il fit sa capitale à la place de Pama, mais, par méconnaissance et mauvaise compréhension de la langue haoussa, les colonisateurs l’appelèrent « Fada ».
Fada N’Gourma est également appelée « Bengu » par les Mossi et les Yaana, nom qui signifie « terre des Bemba ».

## Administration

### Jumelages
La commune de Fada N’Gourma établie dans le département homonyme est jumelée avec :
- Épernay -  France.
- Great Barrington (Massachusetts) -  États-Unis
- Tamale -  Ghana

L’emblème de Fada N’Gourma est le crocodile.[réf. nécessaire]

## Économie

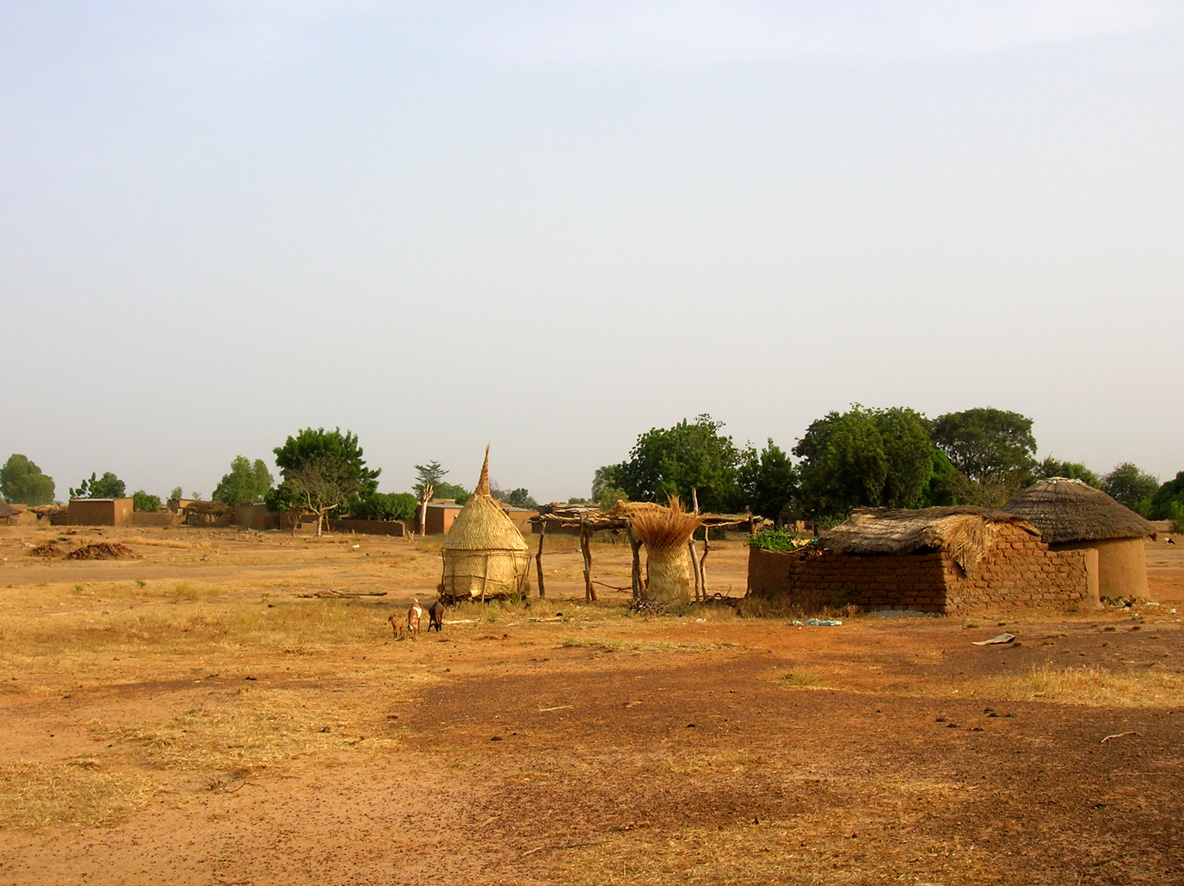
Case dans le secteur 9, la plus ancienne partie de la ville.

L’une des principales activités de Fada N’Gourma est la fabrication de couvertures et de tapis. Elle est également réputée pour son miel.

## Transports
Route trans-sahélienne Dakar (Sénégal) — N'Djamena (Tchad) passe par Fada N'Gourma. La ville est traversée par la route nationale 4, la route nationale 6 et la route nationale 18.

## Santé et éducation
Fada N’Gourma accueille un Centre hospitalier régional (CHR), ainsi que trois centres de santé et de promotion sociale (CSPS) urbains (urbain 1 et 2, ainsi que secteur 7) et deux maternités isolées dans les secteurs 9 et 11.

## Culture

### Le Festival Dilembu au Gulmu (FESDIG)

#### Dilembu, fête des récoltes
Le Festival Dilembu au Gulmu, en abrégé « FESDIG », inspiré de la Fête des récoltes en pays gourmantché, a vu naître sa première édition en 2004. Il a lieu une fois par an et vise à la revalorisation de la pratique traditionnelle « Dilembu », jadis fête des récoltes, en vue de promouvoir le patrimoine artistique, culturel, touristique et agropastoral de la région de l’Est du Burkina Faso appelée Gulmu.
Dilembu en langue gourmantché signifie "goûter le nouveau mil" (céréale). Cette fête traditionnelle était célébrée jadis lorsque la saison des pluies avait été bonne pour remercier les mânes des ancêtres d’avoir offert une saison généreuse. C’était l´occasion aussi de demander la permission aux mânes des ancêtres de goûter la nouvelle récolte et de rester en bonne santé.

#### Le FESDIG comme outil de développement local
Outre la promotion de son caractère traditionnel, ce festival se veut également être l’occasion de créer des débouchés économiques à partir du potentiel agro-pastoral et culturel de sorte à asseoir les fondements d’un développement local durable dans la région. Pour la prochaine édition, l’accent sera mis sur les activités et les thématiques suivantes : Foire agropastorale, danse traditionnelle, lutte traditionnelle, art culinaire, contes et proverbes, course d’ânes, tir à l’arc, art vestimentaire et des spectacles d´artistes de renommés nationale et internationale.

#### De nombreux bénéficiaires
En conclusion, ce festival, en plus d´offrir une occasion d’expression aux artistes, artisans et agro-pasteurs de la région, offre à la campagne une occasion d’ouverture vers l’extérieur et permet un développement endogène. En effet, l´expérience des dernières éditions a démontré que le FESDIG (dont l’entrée est gratuite) n’est pas seulement un événement festif mais aussi une activité qui permet de générer des revenus au sein de la population qui à cette occasion a la possibilité de commercialiser l´artisanat, le bétail, les céréales et surtout la restauration des festivaliers... Les premiers bénéficiaires sont donc les populations issues d’une quinzaine de villages situés aux alentours de Tiantiaka, le village qui accueille le FESDIG. Outre l’apport de revenus, le festival permet aux populations de se réunir au tour d´une activité commune. En effet, petit à petit ces populations s’approprient l’organisation du festival, et conscientise la génération future des valeurs qui les entourent. En somme, toute la région bénéficie au point de vue visibilité de sa notoriété dans le pays. En effet, le FESDIG permet chaque année de révéler des talents locaux, en musique, en danse et sport traditionnel... Une fois sortis de l’ombre, ils représentent la région au niveau national au cours de manifestations diverses. Ainsi, le FESDIG prime des dizaines d´artistes, pratiquants de sport traditionnel et autres compétiteurs chaque année.

### Les Nuits culturelles du Poulaaku «Finatawa»
Chaque année, depuis 2003, se tient à Fada N’Gourma un festival consacré à la culture peuhl, qui réunit pendant six jours des groupes artistiques peulh venus du Niger, du Mali et du nord du Burkina Faso, en même temps que se déroule une foire consacrée à l’artisanat traditionnel des peuples nomades.

## Personnalités liées à la commune
- Adjima Thiombiano (1966-), botaniste, universitaire et homme politique.
- Mariah Bissongo, chanteuse, est née à Fada N'Gourma.
- Roukiata Ouedraogo, actrice, écrivaine et humoriste franco-burkinabè, née en 1979 raconte Fada N'Gourma où elle a grandi dans son récit "Du miel sous les galettes" (2020).